# 山中亮平
山中 亮平（やまなか りょうへい、1988年〈昭和63年〉6月22日 - ）は、日本のラグビーユニオン選手。ジャパンラグビーリーグワンの浦安D-Rocksに所属している。

## 来歴
中学1年までサッカーをやり、ラグビーは中2から始めた。
東海大仰星高校で3年時に全国高校大会優勝を果たす。
早稲田大学では副将を務め、大学生ながら日本代表にも選ばれ、2010年5月8日に行われた2010年アジア5カ国対抗アラビアンガルフ戦で日本代表初キャップを獲得した。
2011年、神戸製鋼に入団。
2011年4月、2011年ラグビーワールドカップ日本代表候補の強化合宿中に行われた薬物の抜き打ち検査で、陽性反応を示す。
2011年8月10日、薬物検査陽性反応問題で、国際ラグビー評議会が山中に対し、2011年4月に遡って2年間（2013年4月）までの選手資格停止処分を決定した。山中は「口髭を生やすために育毛剤を使用してしまった」と弁明した。この資格停止処分に伴い、神戸製鋼コベルコスティーラーズを2011年8月9日付で一時退団。神戸製鋼の社員として残る。
2013年、2年間の処分期間満了にともない、神戸製鋼コベルコスティーラーズに再入団した。
2015年、ラグビーワールドカップ2015のバックアップメンバーに選出された。同年12月にはサンウルブズの2016年スコッドに選ばれた。
2019年8月、ラグビーワールドカップ2019の日本代表に選出された。
2023年のW杯直前合宿に参加していたが、ラグビーワールドカップ2023日本代表メンバーには落選した。代表候補からの離脱後は、2023年秋季バーバリアンズのメンバーに選出され、イングランドなどで3試合に出場。
ラグビーワールドカップ2023の日本代表第2戦でセミシ・マシレワが負傷し離脱したことにより、2023年9月18日にラグビーワールドカップ2023日本代表に追加招集され、第4戦のアルゼンチン代表戦に出場を果たした。
2025年6月、コベルコ神戸スティーラーズを退団。
2025年7月、浦安D-Rocksに加入。

## テレビ
- くりぃむしちゅーの!THE☆レジェンド第10弾（2019年11月4日、日本テレビ）